# تفجير حافلة شارع غزة
تفجير حافلة شارع غزة هو عبارة عن تفجير استشهادي نفسه داخل حافلة في شارع غزة في القدس بالقرب من مكتب رئيس الوزراء الإسرائيلي في29 يناير 2004,, وقد وصفته الشرطة الإسرائيلية بالعمل الإرهابي قام به انتحاري حيث فجر نفسه داخل حافلة تابعة لشركة ايجد حافلة رقم 19. وقد اعلنت أيضا ان عدد القتلى كان 11 راكبا وأكثر من 50 مصاب بينهم 13 في حالة خطيرة .

## الهجوم
في 29 يناير 2004 اعقاب الساعة 9:00 صباحا قام استشهادي فلسطيني بتفجير نفسه بالجزأ الخلفي من حافلة ايجد في شارع غزة في القدس ، الانفجار دمر الحافلة بالكامل وكسر جميع نوافذ البيوت القريبة ، وقتل في الانفجار 11 شخصا وجرح أكثر من 50. وكانت ثلاثة عشر في حالة خطير..

## مسؤولية الهجوم
اعلنت كتائب شهداء الأقصى وحركة حماس عن مسؤوليتهما عن الهجوم الذي وقع بعد 24 ساعة من استشهاد 8 فلسطينيين في غارة للجيش الإسرائيلي على مشارف غزة . المهاجم شرطي من بيت لحم ، الضفة الغربية وهو باسم علي يوسف جعارة 24 عاما ,,